# Ernst Kovács
Ernst Kovács (11 novembre 1884 – ...) è stato un pallanuotista austriaco.
Ha partecipato ai Giochi di Stoccolma 1912, classificandosi al quarto posto.